# Lady of the Night (песня)
«Lady of the Night» (с англ. — «Леди ночи») — песня, записанная американской певицей Донной Саммер для её одноимённого дебютного студийного альбома. Авторами и продюсерами стали Джорджо Мородер и Пит Белотт.
Песня была выпущена в качестве второго сингла с альбома в ноябре 1974 года. В качестве второй стороны использовалась песня «Wounded». В Нидерландах «Lady of the Night» достигла четвёртого места. В 1975 году песня была издана в Германии, Австрии и Бельгии, в последних странах песня также смогла попасть в десятку лучших.

## Чарты
| Чарт (1974-76)                 | Высшая позиция |
| ------------------------------ | -------------- |
| Австрия (Ö3 Austria Top 40)    | 6              |
| Бельгия/Валлония (Ultratop 50) | 8              |
| Бельгия/Фландрия (Ultratop 50) | 3              |
| Германия (GfK)                 | 40             |
| Нидерланды (Dutch Top 40)      | 4              |
| Нидерланды (Single Top 100)    | 4              |